# Pedro Shimose
Pedro Shimose Kawamura (Riberalta, Provincia Vaca Díez del departamento del Beni, 30 de marzo de 1940) es un escritor, poeta y compositor boliviano.

## Biografía
Nació en Riberalta, una ciudad ubicada en la Amazonía boliviana, en el Departamento del Beni. Hijo de Laida Kawamura Rodríguez, riberalteña, y Ginkichi Shimose, inmigrante japonés, estudió primaria y secundaria en la escuela fiscal Nicolás Suárez y en el colegio fiscal Pedro Kramer. Comenzó sus estudios universitarios en la Universidad Mayor de San Andrés, La Paz y los terminó en Universidad Complutense de Madrid, España, país donde actualmente reside desde 1971. Allí contrajo matrimonio con una mujer andaluza, con quien tuvo tres hijos que le han dado varios nietos. 
Es también dibujante y compositor de música popular. Por algún tiempo se dedicó al periodismo, ha trabajado en el diario Presencia-  y fue docente en la Universidad Mayor de San Andrés, La Paz.  
En 1972, obtuvo el Premio Casa de las Américas por su poemario Quiero escribir, pero me sale espuma, un año después de irse a vivir a Madrid.  
En 1999 fue laureado con el Premio Nacional de Cultura de Bolivia. Es miembro correspondiente de la Academia Boliviana de la Lengua y miembro de la Asociación Española de Críticos de Arte. Dirigió el periódico cultural Reunión, la colección titulada Letras del exilio y la colección de poesía del Instituto de Cooperación Iberoamericana (ICI), institución que lo ha tenido como asesor de Publicaciones. 
Shimose es notorio por su poesía políticamente inspirada, que trata sobre temas de identidad nacional y liberación social.
Algunos de sus libros y poemas fueron traducidos a otros idiomas al inglés, alemán, francés, ruso, árabe, turco, holandés, y otros.

## Obras
- Triludio en el exilio (1961)
- Sardonia (1967)
- Poemas para un pueblo (1968)
- Quiero escribir, pero me sale espuma(1972), Premio Casa de las Américas
- Caducidad del fuego (1975)
- Al pie de la letra (1976)
- El Coco se llama Drilo (cuentos, 1976)
- Reflexiones maquiavélicas (1980)
- Diccionario de Autores Iberoamericanos (1982)
- Bolero de caballería (1985)
- Poemas (1988; reúne sus libros anteriores)
- Historia de la literatura hispanoamericana (1989)
- Riberalta y otros poemas (1996)
- No te lo vas a creer (2000)

### Canciones
- Sombrero de Saó (Taquirari)
- Yesca enamoráo (Taquirari)
- Siringuero (Polca beniana)
- Lucero triste (Cueca)
- Me voy pa’ Guayará (Taquirari)
- Adiós mi Riberalta (Taquirari)

## Reconocimientos
- Premio Nacional de Poesía 1960, La Paz.[1]
- Primer Premio 1966 , Sucre.
- Premio Nacional de Cuento 1968,  La Paz.
- Accésit Premio de Poesía Leopoldo Panero 1975, Madrid.
- Segundo Premio “El Olivo” 1975, Jaén.

- Premio Casa de Las Américas por el poemario “Quiero escribir, pero me sale espuma”, 1971.[3]
- Premio Nacional de Cultura de Bolivia, 1999.[4]
- Orden del Sol Naciente, Rayos de Oro y Plata, 2020.[4][5][6]